# Brian Smith (Radsportler)

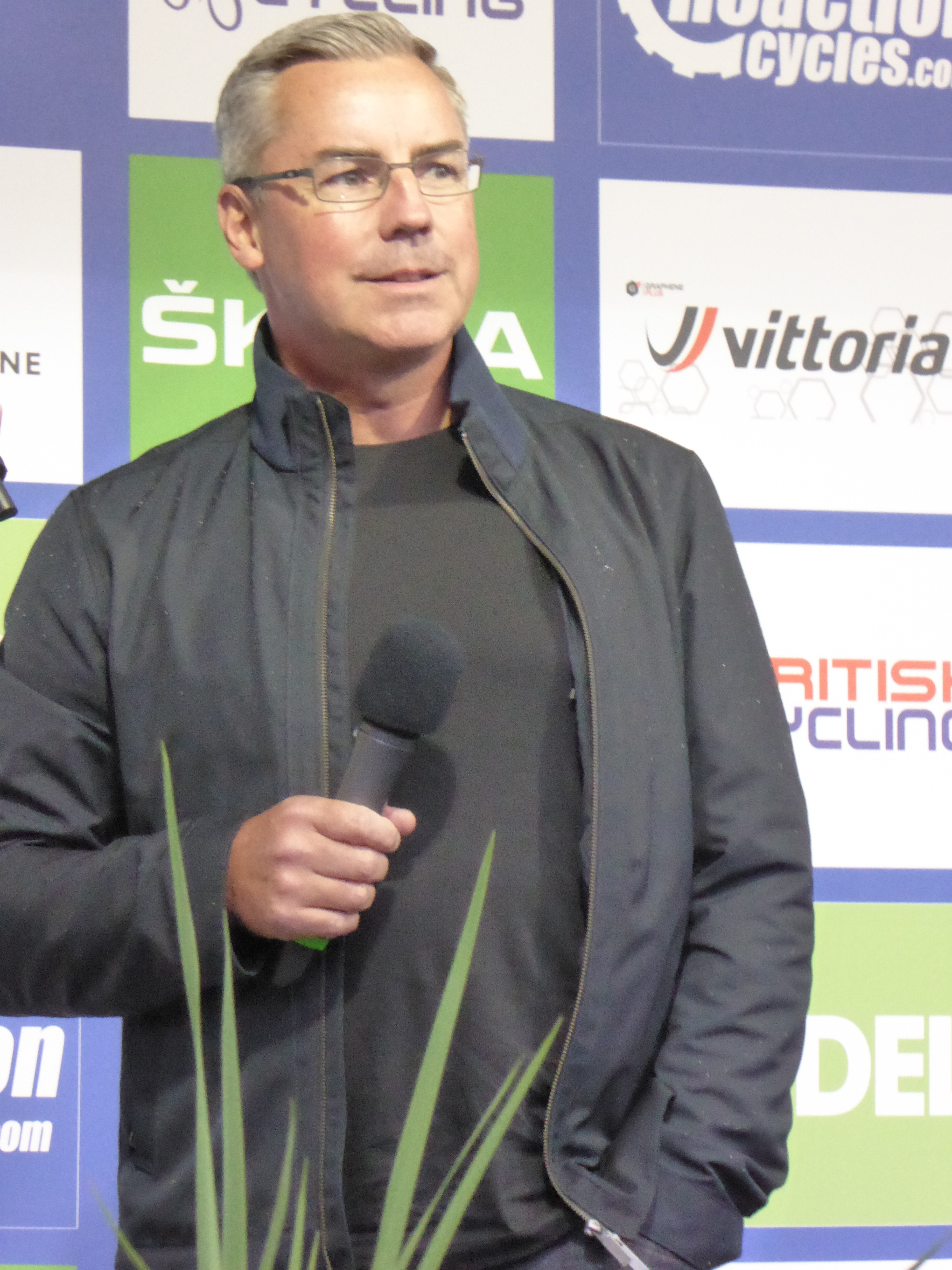
Brian Smith (2016)

Brian James Smith (* 7. Juli 1967 in Paisley oder in Johnstone (Schottland)) ist ein ehemaliger britischer Radrennfahrer und nationaler Meister im Radsport.

## Sportliche Laufbahn
Smith war Straßenradsportler. Als Amateur gewann er unter anderem 1990 das Eintagesrennen Lincoln Grand Prix und wurde 1988 Dritter im Manx International und bei Paris–Troyes. 1986, 1990 und 1998 vertrat er Schottland bei den Commonwealth Games. In der Tour du Loir-et-Cher gelang ihm 1990 ein Etappensieg. In der Herald Sun Tour 1991 gewann er die Bergwertung. 
Von 1991 bis 1996 war er als Berufsfahrer aktiv. In seiner ersten Profisaison gewann er den nationalen Titel im Straßenrennen vor Keith Reynolds. 1994 gewann er die Meisterschaft vor Malcolm Elliott. 1992 wurde er Vize-Meister hinter Sean Yates und 1993 hinter Malcolm Elliott.
Den Sieg im Manx International holte er 1993. 1994 gewann er den Grand Prix Herning in Dänemark, 1995 die Tour of the Fountain in den USA. Im Giro d’Italia 1995 kam er auf den 94. Rang. 1996 startete er bei den Olympischen Sommerspielen in Atlanta schied er im olympischen Straßenrennen aus.

## Berufliches
Smith war als Kommentator für den TV-Sender Eurosport und als Sportlicher Leiter bei Endura Racing, MTN-Qhubeka und Dimension Data tätig.